# Балка Волошська
Балка Волошська, Волоська — балка (річка) в Україні у Кальміуському районі Донецької області. Ліва притока річки Широкої (басейн Азовського моря).

## Опис
Довжина балки приблизно 2,39 км, найкоротша відстань між витоком і гирлом — 2,27  км, коефіцієнт звивистості річки — 1,05 .

## Розташування
Бере початок на північно-західній околиці села Хрещатицьке. Тече на південний захід і на північно-східній околиці села Куликове впадає у річку Широку.

## Цікаві факти
- Біля витоку балки на східній стороні на відстані приблизно 1,24 км пролягає автошлях Т 0519[4] (автомобільний шлях територіального значення у Донецькій області. Пролягає територією Донецького, Кальміуського та Маріупольського районів через Амвросіївку — Бойківське — Маріуполь. Загальна довжина — 121,6 км.).
- У XX столітті на балці існувало 2 водосховища[2].